# Imigração filipina no Brasil
A imigração filipina no Brasil é pouco expressiva em comparação com a imigração de filipinos em outros lugares do mundo. Em 2008 estimava-se que havia um pouco mais de 300 filipinos residindo no Brasil, entre eles missionários católicos e trabalhadores migrantes em setores das telecomunicações, petróleo e serviços domésticos.
Em 2017 e 2018, foi uma das nacionalidades que mais teve autorização para trabalhar no país (ficando apenas atrás dos estadunidenses), sendo 2,1 mil e 1,7 mil pessoas respectivamente.